# Coddington (Nottinghamshire)
 (juillet 2023).
Pour les articles homonymes, voir Coddington.
Coddington est une paroisse civile et un village du Nottinghamshire, en Angleterre.